# بطولة كاريوكا 2017
بطولة كاريوكا 2017 هو الموسم 116 من بطولة كاريوكا. أشرف على تنظيمه Federação de Futebol do Estado do Rio de Janeiro ‏، وكان عدد الأندية المشاركة فيه 16، وفاز فيه نادي فلامنغو.